# Lunca Ilvei
Lunca Ilvei é uma comuna romena localizada no distrito de Bistrița-Năsăud, na região histórica da Transilvânia. A comuna possui uma área de 94.12 km² e sua população era de 3280 habitantes segundo o censo de 2007.